# ميلتون هاريس
ميلتون هاريس (بالإنجليزية: Milton Harris)‏ هو كيميائي أمريكي، ولد في 21 مارس 1906 في لوس أنجلوس في الولايات المتحدة، وتوفي في 12 سبتمبر 1991 في نيويورك في الولايات المتحدة.